# Tipula
Tipula es un extenso género de insectos de la familia Tipulidae. Miden de 10 a 25 mm. Son de distribución mundial, el 60% en la región holártica.
Todas las especies poseen patas muy largas y frágiles. El macho posee unos ganchos en su abdomen, y la hembra posee un aparato ovipositor usado para enterrar los huevos en el suelo. Son de color gris, marrón o amarillento, raramente, negro.
Las larvas de la mayoría de las especies se alimentan de raíces. No son hematófagas, por lo que no son vector epidemiológico de enfermedades.

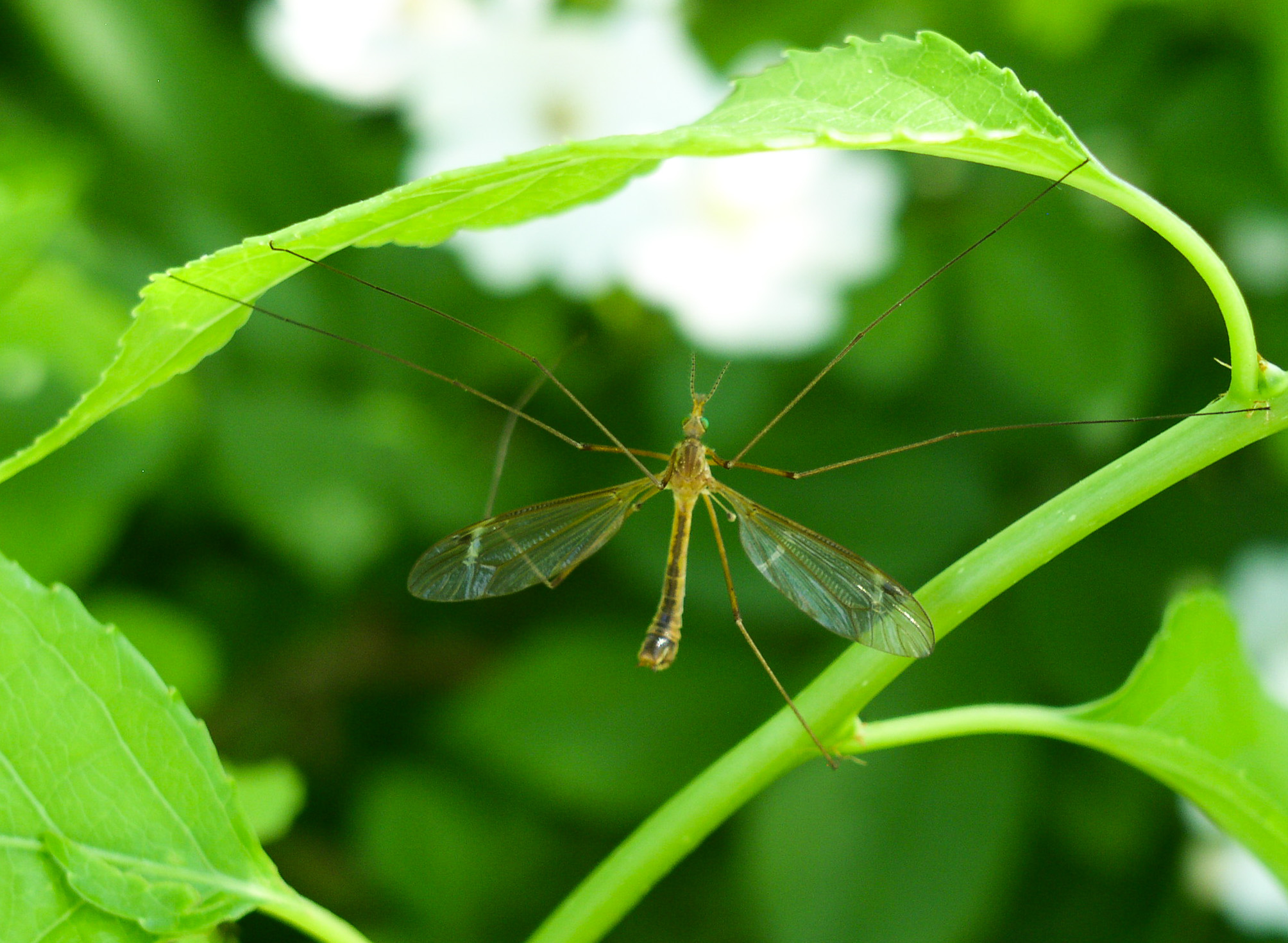
Tipula bicornis, macho.

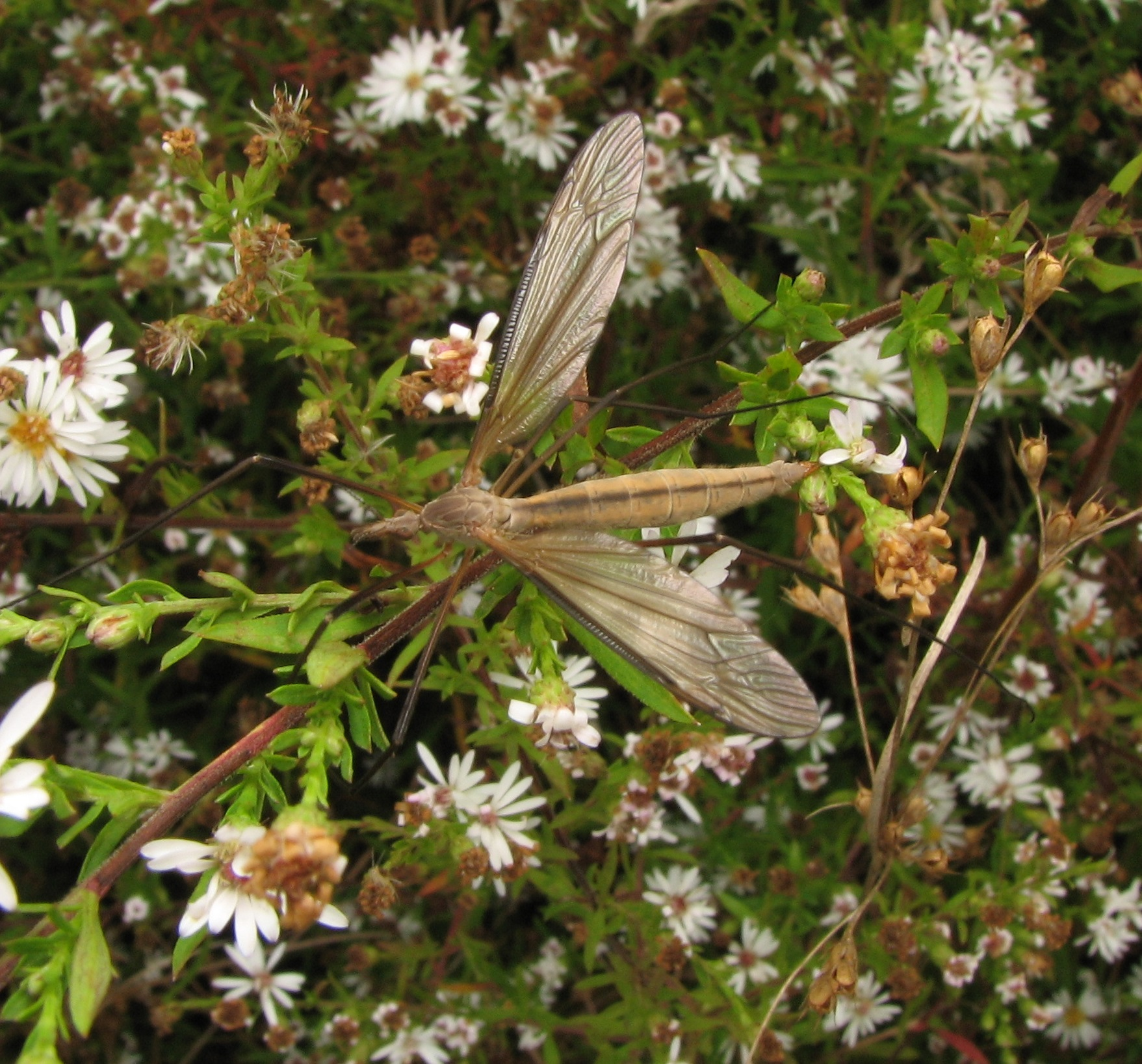
T. paterifera

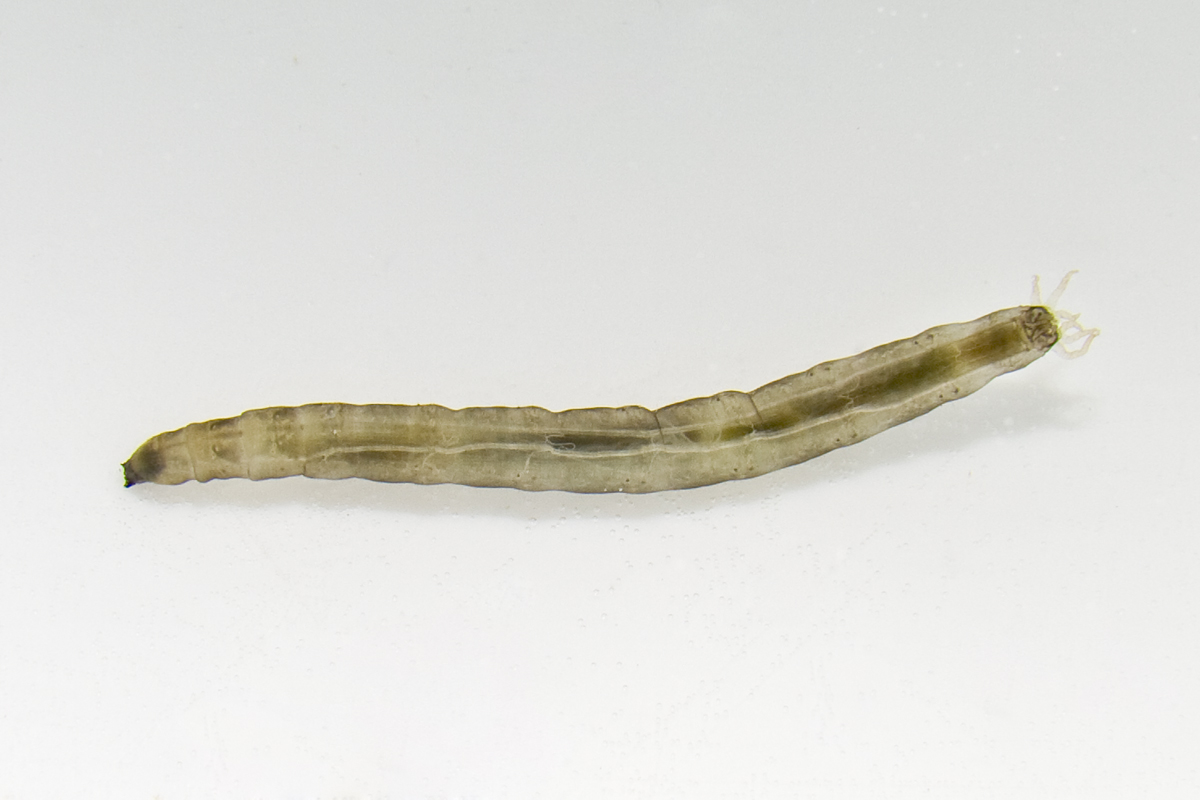
Larva

## Especies
Hay dos mil cuatrocientas especies en cuarentena subgéneros.